# Política do Benim
A Política do Benim realiza-se em um quadro de uma república democrática representativa presidencial, pelo qual o Presidente do Benim é tanto chefe de estado como o chefe do governo, e de um sistema multipartidário. Poder Executivo é exercido pelo governo. Poder Legislativo é atribuído  a ambos os governos e da assembleia legislativa. O Judiciário é independente do executivo e a assembleia legislativa. O atual sistema político é derivado da Constituição do Benim de 1990 e a posterior transição para a democracia em 1991.

## História: a transição para a democracia

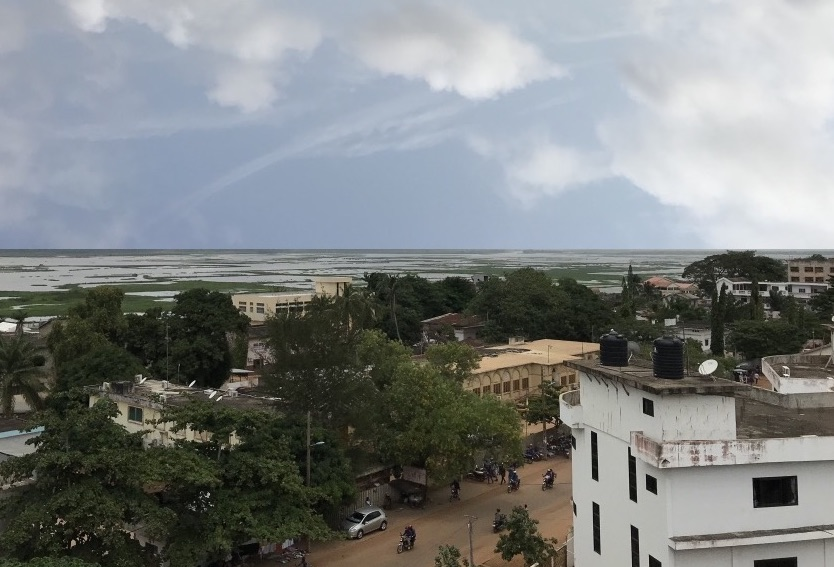
Porto-Novo.

Benim é um exemplo para a África subsaariana, por ter feito uma transição democrática sem derramamento de sangue nem golpes de estado.
A principais etapas para a redemocratização do Benim foram:
- Dezembro de 1989 - Abandono do Marxismo-Leninismo e fim do regime de Partido Único.
- Fevereiro de 1990 - Conferência das Forças Vivas da Nação (em francês, Conférence des Forces Vives de la Nation)
- Março de 1990 - O Alto Conselho da República (em francês, Haut Conseil de la République, HCR) sucede à Conferência Nacional e assume o papel de Assembleia Legislativa.

Antiga bandeira do Benim.

- Agosto de 1990 - A Festa Nacional é substituída pela data de 1 de agosto, da independência. A bandeira tricolor substitui a bandeira verde com a estrela.
- Dezembro de 1990 - Adoção da nova Constituição.
- Fevereiro de 1991 - Eleição legislativa.
- Março de 1991 - Eleição presidencial.
- Abril de 1991 - Investidura do novo presidente da república, senhor Nicéphore D. Soglo.
- Junho de 1993 - Instituição da Corte Constitucional.
- Janeiro de 1994 - Desvalorização do franco CFA.
- Março de 1995 - Organização das segundas eleições legislativas.
- Abril de 1996 - Alternância democrática: senhor Mathieu Kérékou é eleito presidente da República.
- Junho de 1998 - Instalação da nova Corte Constitucional.
- Março de 1999 - Eleições legislativas (a terceira legislatura). O partido La Renaissance du Bénin ganha a maioria, com 27 das 83 cadeiras.
- 1999 - Instalação da Alta Corte da Justiça.
- Dezembro de 2000 - Adoção de duas novas leis eleitorais.
- Fevereiro de 2001 - Instalação da Alta Corte de Justiça.
- Março de 2001 - Eleição presidencial.
- Abril de 2001 - Toma posse, reeleito, o presidente Michel Kérékou.
- Dezembro de 2002 - Eleições municipais e comunais.
- Março de 2003 - Eleições legislativas.
- Fevereiro de 2005 - Reforma ministerial.

## Desenvolvimento do sistema político

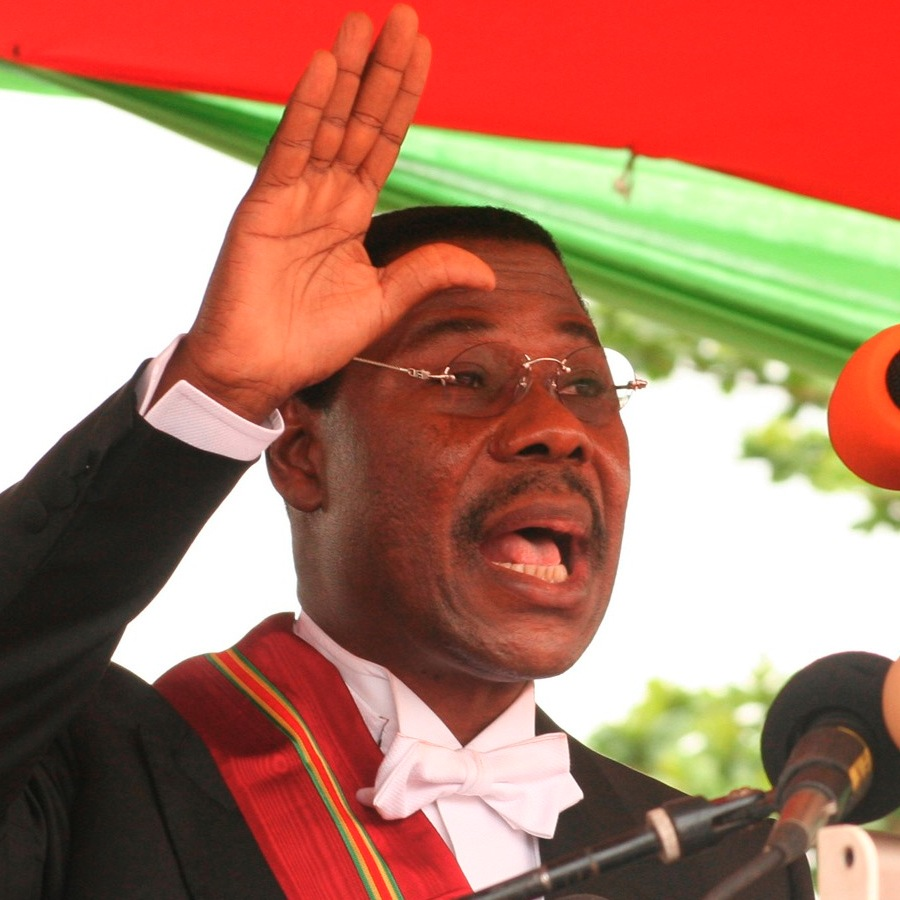
o atual presidente do Benim, Yayi Boni

## Organizações Internacionais
ACP, AfDB, ECA, ECOWAS, Entente, FAO, FZ, G-77, IAEA, IBRD, ICAO, ICCt, ICFTU, ICRM, IDA, IDB, IFAD, IFC, IFRCS, ILO, IMF, IMO, Interpol, IOC, IOM, ITU, MIPONUH, MONUC, NAM, OAU, OIC, OPCW, UN, UNCTAD, UNESCO, UNIDO, UNMEE, UPU, WADB (regional), WAEMU, WCL, WCO, WFTU, WHO, WIPO, WMO, WToO, WTrO